# Aristolochia curtisii
Aristolochia curtisii King ex Gamble – gatunek rośliny z rodziny kokornakowatych (Aristolochiaceae Juss.). Występuje naturalnie w Tajlandii oraz malezyjskim stanie Penang.

## Morfologia
PokrójPnącze o trwałych i zdrewniałych pędach. Dorasta do 5 m wysokości.
LiścieMają potrójnie klapowany kształt. Mają 10–23 cm długości oraz 10–30 cm szerokości. Nasada liścia ma klinowy kształt. Całobrzegie, ze spiczastym wierzchołkiem. Ogonek liściowy jest nagi i ma długość 5–10 cm.
KwiatyZebrane są w gronach o długości 6,5 cm. Mają niebiesko-purpurową barwę i 20 mm długości. Łagiewki ma elipsoidalny kształt.
OwoceTorebki o podłużnym kształcie. Mają 3–4 cm długości i 1,5 cm średnicy.

## Biologia i ekologia
Rośnie w wiecznie zielonych lasach. Występuje na wysokości do 500 m n.p.m.